# Ehe ist…/Episodenliste

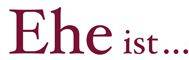
Logo zur Serie

Diese Episodenliste enthält alle Episoden der US-amerikanischen Sitcom Ehe ist…, sortiert nach der US-amerikanischen Erstausstrahlung. Zwischen 2006 und 2010 entstanden in insgesamt vier Staffeln 81 Episoden mit einer Länge von jeweils etwa 20 Minuten.

## Übersicht
| Staffel | Episodenanzahl | Erstausstrahlung USA | Erstausstrahlung USA | Deutschsprachige Erstausstrahlung | Deutschsprachige Erstausstrahlung |
| Staffel | Episodenanzahl | Staffelpremiere      | Staffelfinale        | Staffelpremiere                   | Staffelfinale                     |
| ------- | -------------- | -------------------- | -------------------- | --------------------------------- | --------------------------------- |
| 1       | 22             | 7. September 2006    | 11. April 2007       | 14. Februar 2008                  | 24. April 2008                    |
| 2       | 15             | 19. September 2007   | 14. Mai 2008         | 24. März 2009                     | 30. Juni 2009                     |
| 3       | 22             | 10. September 2008   | 20. Juni 2010        | 25. Januar 2010                   | 9. August 2010                    |
| 4       | 22             | 2. Oktober 2009      | 23. Mai 2010         | 26. April 2010                    | 9. Juni 2010                      |

## Staffel 1
Die Erstausstrahlung der ersten Staffel war vom 7. September 2006 bis zum 11. April 2007 auf dem US-amerikanischen Fernsehsender Fox zu sehen. Die deutschsprachige Erstausstrahlung sendete der Sender Comedy Central vom 14. Februar bis zum 24. April 2008.
| Nr. (ges.) | Nr. (St.) | Deutscher Titel                           | Originaltitel            | Erstausstrahlung USA | Deutschsprachige Erstausstrahlung (D) |
| ---------- | --------- | ----------------------------------------- | ------------------------ | -------------------- | ------------------------------------- |
| 1          | 1         | Die neuen Nachbarn                        | Pilot                    | 7. Sep. 2006         | 14. Feb. 2008                         |
| 2          | 2         | Die Sex-gegen-Möbel-Taktik                | Sex for Furniture        | 14. Sep. 2006        | 14. Feb. 2008                         |
| 3          | 3         | Der Verlobungsring                        | The Ring                 | 21. Sep. 2006        | 21. Feb. 2008                         |
| 4          | 4         | Das Holz-Ultimatum                        | The Wood Pile            | 28. Sep. 2006        | 21. Feb. 2008                         |
| 5          | 5         | Die Garagen-Band                          | The Garage Band          | 2. Nov. 2006         | 28. Feb. 2008                         |
| 6          | 6         | Ehefrau oder Mutter?                      | Your Mother or Your Wife | 9. Nov. 2006         | 28. Feb. 2008                         |
| 7          | 7         | Ein traumhaftes Wochenende                | Dream Getaway            | 16. Nov. 2006        | 6. März 2008                          |
| 8          | 8         | In Angesicht des Todes                    | Death Sex                | 30. Nov. 2006        | 6. März 2008                          |
| 9          | 9         | Der Toaster                               | The Toaster              | 14. Dez. 2006        | 13. März 2008                         |
| 10         | 10        | Papas Liebling                            | Daddy’s Girl             | 21. Dez. 2006        | 13. März 2008                         |
| 11         | 11        | Von Blumen und Gärtnern                   | The Anniversary Party    | 4. Jan. 2007         | 20. März 2008                         |
| 12         | 12        | Die Eishockey-Lüge                        | The Hockey Lie           | 11. Jan. 2007        | 20. März 2008                         |
| 13         | 13        | Die Streitfreundin                        | Fight Friend             | 18. Jan. 2007        | 27. März 2008                         |
| 14         | 14        | Die neue Kollegin                         | The Colleague            | 1. Feb. 2007         | 27. März 2008                         |
| 15         | 15        | Die Junggesellenparty                     | The Bachelor Party       | 8. Feb. 2007         | 3. Apr. 2008                          |
| 16         | 16        | Das Italien-Trauma                        | The Italian Affair       | 15. Feb. 2007        | 3. Apr. 2008                          |
| 17         | 17        | Die Keramik-Karriere                      | The Clay Date            | 14. März 2007        | 10. Apr. 2008                         |
| 18         | 18        | Nicht ohne meine Woodcocks                | I Heart Woodcocks        | 21. März 2007        | 10. Apr. 2008                         |
| 19         | 19        | Kleine Geschenke erhalten die Feindschaft | The Coffeemaker          | 28. März 2007        | 17. Apr. 2008                         |
| 20         | 20        | Eddie allein zu Haus                      | That’s Ridiculous        | 4. Apr. 2007         | 17. Apr. 2008                         |
| 21         | 21        | Mein Freund Webby                         | Webby’s Not Happy        | 11. Apr. 2007        | 24. Apr. 2008                         |
| 22         | 22        | Sommer der Liebe                          | Summer of Love           | 11. Apr. 2007        | 24. Apr. 2008                         |

## Staffel 2
Die Erstausstrahlung der zweiten Staffel wurde vom 19. September 2007 bis zum 14. Mai 2008 auf dem US-amerikanischen Fernsehsender Fox gesendet. Die deutschsprachige Erstausstrahlung sendete der Sender Comedy Central vom 24. März bis zum 30. Juni 2009.
| Nr. (ges.) | Nr. (St.) | Deutscher Titel                 | Originaltitel                | Erstausstrahlung USA | Deutschsprachige Erstausstrahlung (D) |
| ---------- | --------- | ------------------------------- | ---------------------------- | -------------------- | ------------------------------------- |
| 23         | 1         | Gesangeskünste                  | Performance Anxiety          | 19. Sep. 2007        | 24. März 2009                         |
| 24         | 2         | Vier Nachbarn und ein Todesfall | Four Neighbors and a Funeral | 26. Sep. 2007        | 31. März 2009                         |
| 25         | 3         | Das Basketball-Outing           | Come Out and Play            | 3. Okt. 2007         | 7. Apr. 2009                          |
| 26         | 4         | Das Porno-Problem               | The Tale of the Tape         | 10. Okt. 2007        | 14. Apr. 2009                         |
| 27         | 5         | Gemischtes Doppel               | Mixed Doubles                | 17. Okt. 2007        | 21. Apr. 2009                         |
| 28         | 6         | Der Wein der toten Tante        | Vintage Eddie                | 7. Nov. 2007         | 28. Apr. 2009                         |
| 29         | 7         | Bettgeschichten                 | Bedtime Stories              | 14. Nov. 2007        | 5. Mai 2009                           |
| 30         | 8         | Jeff dreht durch                | No More Mr. Vice Guy         | 28. Nov. 2007        | 12. Mai 2009                          |
| 31         | 9         | Gute Mutter, Böser Vater        | Everybody Digs Doug          | 28. Nov. 2007        | 19. Mai 2009                          |
| 32         | 10        | Ein Bruder für Eddie            | Really Big Brother           | 25. März 2008        | 26. Mai 2009                          |
| 33         | 11        | Schwarz-weiße Vorurteile        | Raisinette in the Sun        | 16. Apr. 2008        | 2. Juni 2009                          |
| 34         | 12        | Kleiner Schnitt und große Panik | Snip/Duck                    | 23. Apr. 2008        | 9. Juni 2009                          |
| 35         | 13        | Echte Männer weinen nicht       | Sob Story                    | 30. Apr. 2008        | 16. Juni 2009                         |
| 36         | 14        | Der Zweitehe-Pakt               | Second Marriage Guy          | 7. Mai 2008          | 23. Juni 2009                         |
| 37         | 15        | Eddie und der schwarze Delphin  | Swimming with the Starks     | 14. Mai 2008         | 30. Juni 2009                         |

## Staffel 3
Die Erstausstrahlung der ersten sieben Folgen der dritten Staffel war vom 10. September bis zum 8. Oktober 2008 auf dem US-amerikanischen Fernsehsender Fox zu sehen. Weitere vier Folgen wurden am 25. Dezember 2009 gesendet. Die restlichen elf Folgen wurden zwischen dem 14. Februar und dem 20. Juni 2010 ausgestrahlt. Die deutschsprachige Erstausstrahlung sendeten der deutsche Sender Comedy Central und der Schweizer Sender SF zwei vom 25. Januar bis 1. März 2010.
| Nr. (ges.) | Nr. (St.) | Deutscher Titel                          | Originaltitel                               | Erstausstrahlung USA | Deutschsprachige Erstausstrahlung (D) |
| ---------- | --------- | ---------------------------------------- | ------------------------------------------- | -------------------- | ------------------------------------- |
| 38         | 1         | Der Strafzettel                          | Speed Bumps                                 | 10. Sep. 2008        | 25. Jan. 2010                         |
| 39         | 2         | Das rote Cabrio                          | Joy Ride                                    | 17. Sep. 2008        | 26. Jan. 2010                         |
| 40         | 3         | Der Freund an ihrer Seite                | Dreamguys                                   | 24. Sep. 2008        | 27. Jan. 2010                         |
| 41         | 4         | Der Traum-Schwiegersohn                  | Sugar Dougie                                | 1. Okt. 2008         | 28. Jan. 2010                         |
| 42         | 5         | Alles Käse                               | Philadelphia Freedom                        | 1. Okt. 2008         | 25. Jan. 2010                         |
| 43         | 6         | Nur ein kleines Schnipp-Schnipp          | Circumdecision                              | 8. Okt. 2008         | 2. Feb. 2010                          |
| 44         | 7         | Das geheime Fleischbällchen              | Secret Meatball                             | 8. Okt. 2008         | 27. Jan. 2010                         |
| 45         | 8         | Eddie, das Scheidungskind                | The Courtship of Eddie’s Parents            | 25. Dez. 2009        | 26. Jan. 2010                         |
| 46         | 9         | Keine Couch für Kenny                    | The Buffer                                  | 25. Dez. 2009        | 1. Feb. 2010                          |
| 47         | 10        | Eine Frau mit Klasse                     | The Ex-Factor                               | 25. Dez. 2009        | 10. Feb. 2010                         |
| 48         | 11        | Keine Klagen                             | No Complaints                               | 25. Dez. 2009        | 5. Aug. 2010                          |
| 49         | 12        | Wer schnarcht, verliert                  | Snore Loser                                 | 14. Feb. 2010        | 11. Feb. 2010                         |
| 50         | 13        | Das perfekte Paar                        | The Perfect Couple                          | 21. Feb. 2010        | 15. Feb. 2010                         |
| 51         | 14        | Abkürzung zum Glück                      | Ally Abroad                                 | 21. März 2010        | 16. Feb. 2010                         |
| 52         | 15        | Familienferien                           | Family Vacation                             | 4. Apr. 2010         | 9. Aug. 2010                          |
| 53         | 16        | Auf den Hund gekommen                    | Dog Fight                                   | 28. März 2010        | 17. Feb. 2010                         |
| 54         | 17        | Des Bruders Hüter / Mr. T und die Männer | Brother’s Keeper                            | 25. Apr. 2010        | 18. Feb. 2010                         |
| 55         | 18        | Durchgebrannt                            | Can’t Elope                                 | 28. Feb. 2010        | 22. Feb. 2010                         |
| 56         | 19        | Mrs. Perfect?                            | The Not-So-Perfect Couple / One Night Stand | 7. Feb. 2010         | 23. Feb. 2010                         |
| 57         | 20        | Joy lernt nie aus                        | The Joy of Learning                         | 6. Juni 2010         | 24. Feb. 2010                         |
| 58         | 21        | Das exklusive Geschenk                   | Coupon Bag / Handbag Story                  | 13. Juni 2010        | 25. Feb. 2010                         |
| 59         | 22        | Wer sucht, der findet                    | Cold Case                                   | 20. Juni 2010        | 1. März 2010                          |

## Staffel 4
Die Erstausstrahlung der vierten Staffel fand vom 2. Oktober 2009 bis zum 23. Mai 2010 auf dem US-amerikanischen Fernsehsender Fox statt. Die deutschsprachige Erstausstrahlung sendete der Sender Comedy Central zwischen dem 26. April und dem 9. Juni 2010.
| Nr. (ges.) | Nr. (St.) | Deutscher Titel              | Originaltitel        | Erstausstrahlung USA | Deutschsprachige Erstausstrahlung (D) |
| ---------- | --------- | ---------------------------- | -------------------- | -------------------- | ------------------------------------- |
| 60         | 1         | Mit den Waffeln einer Mutter | Doug and Ally Return | 2. Okt. 2009         | 26. Apr. 2010                         |
| 61         | 2         | Getrennte Betten             | Separate Beds        | 9. Okt. 2009         | 27. Apr. 2010                         |
| 62         | 3         | Eddies Buch                  | Eddie’s Book         | 23. Okt. 2009        | 28. Apr. 2010                         |
| 63         | 4         | Arbeitslos                   | Joy’s Out of Work    | 31. Jan. 2010        | 29. Apr. 2010                         |
| 64         | 5         | HDTV                         | Hi Def TV            | 31. Jan. 2010        | 3. Mai 2010                           |
| 65         | 6         | Das Leben ist eine Sitcom    | Independent Action   | 7. Feb. 2010         | 4. Mai 2010                           |
| 66         | 7         | Eine teure Versöhnung        | The Break-Up         | 14. Feb. 2010        | 5. Mai 2010                           |
| 67         | 8         | Die letzte Überlebende       | Check-Up             | 21. Feb. 2010        | 10. Mai 2010                          |
| 68         | 9         | Wie Du mir…                  | Check Mate           | 28. Feb. 2010        | 11. Mai 2010                          |
| 69         | 10        | Das Konzert                  | The Concert          | 7. März 2010         | 2. Mai 2010                           |
| 70         | 11        | Das Prinzip Leistung         | Merit Pay            | 7. März 2010         | 17. Mai 2010                          |
| 71         | 12        | Tommy und April              | The New Neighbors    | 14. März 2010        | 18. Mai 2010                          |
| 72         | 13        | Die Hochzeit                 | The Wedding          | 14. März 2010        | 8. Juni 2010                          |
| 73         | 14        | Joys Mutter                  | Joy’s Mom            | 28. März 2010        | 19. Mai 2010                          |
| 74         | 15        | Ein neues Haus               | Sell The House       | 28. März 2010        | 25. Mai 2010                          |
| 75         | 16        | Wir sind schwanger           | Ally’s Pregnant      | 4. Apr. 2010         | 26. Mai 2010                          |
| 76         | 17        | Das Smartphone               | Smart Phone          | 11. Apr. 2010        | 28. Mai 2010                          |
| 77         | 18        | Großer Mann ganz klein       | Big Man, Little Man  | 18. Apr. 2010        | 31. Mai 2010                          |
| 78         | 19        | Gefeuert                     | Work Wife            | 2. Mai 2010          | 1. Juni 2010                          |
| 79         | 20        | Alles für das Baby           | Baby Steps           | 9. Mai 2010          | 2. Juni 2010                          |
| 80         | 21        | Gut versteckt                | Let’s Go             | 16. Mai 2010         | 7. Juni 2010                          |
| 81         | 22        | Das Baby                     | The Baby             | 23. Mai 2010         | 9. Juni 2010                          |